# Гермонасса
45°13′09″ пн. ш. 36°42′51″ сх. д. / 45.219069° пн. ш. 36.714061° сх. д.
Гермонасса або Гермонаса — давньогрецька держава-поліс у Північному Причорномор'ї, розташована неподалік сучасного міста Керч на протилежному березі моря.

## Заснування
Стале поселення засноване в середині 6 столітті до н. е. вихідцями з Іонії. За одними переказами, засновником міста вважають іонійця Гермона. За іншими переказами місто заснував метіленець Самандр, що помер невдовзі по прибуттю сюди. Владу у місті перебрала на себе його дружина Гермонаса, ім'ям котрої і назвали нове місто.

## Розташування і характеристика
Давньогрецька Гермонаса розташована на береговому узвишші неподалік сучасного міста Тамань. Місто було портовим, розташованим на перехресті декількох торговельних морських шляхів. Перші поселення датують початком 6 століття до н. е., котрі ще не були стільки поселенням, скільки пунктом обмінної торгівлі.
Давньогрецька Гермонаса здивувала науковців культурним шаром (саме в ньому зберігаються і частково консервуються будівельні рештки, кераміка, монети, посуд, прикраси, культові приналежності і поховання). Він досягав 9-10 метрів, у декотрих місцях і дванадцяти.
Появі культурного шару такого типу сприяло декілька факторів. Перш за все — відсутність будівельного каменю, до котрого так звикли греки, що мешкали серед гір. Півострів багатий лише на глини. Саме вона і стала головною сировиною для виготовлення висушеної на сонці цегли великого розміру (до 60 см). Висушена на сонці цегла — нетривкий будівельний матеріал, розмокала, кришилась і псувалась. Тому у додаток до доступної глиняної цегли використовували камінь, що завозили човнами. Камінь йшов на побудову храмів та споруд-скарбниць та на будівництво помешкань для багатіїв.

## Будівельна технологія

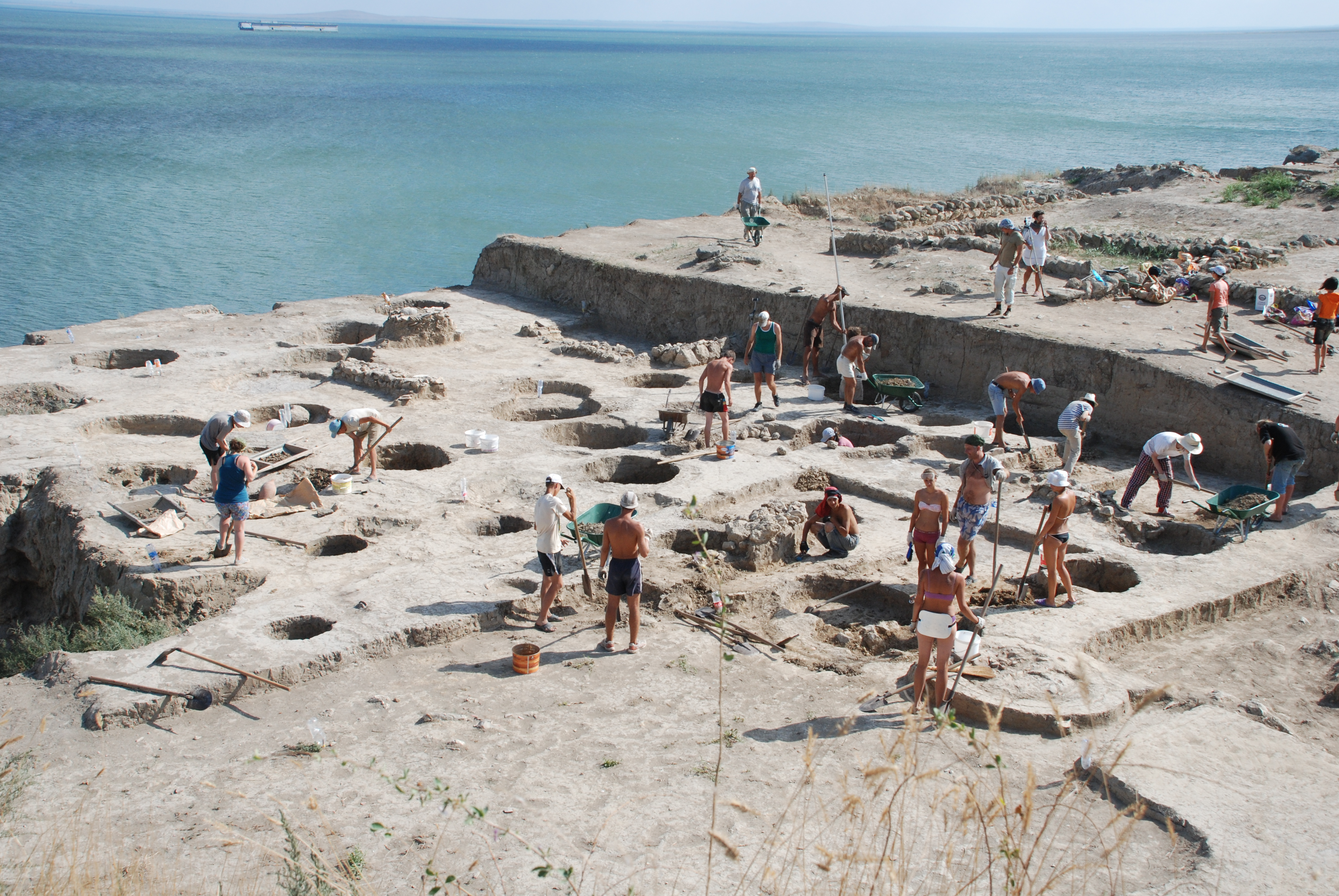
Археологічна експедиція 2012 року в Гермонасі
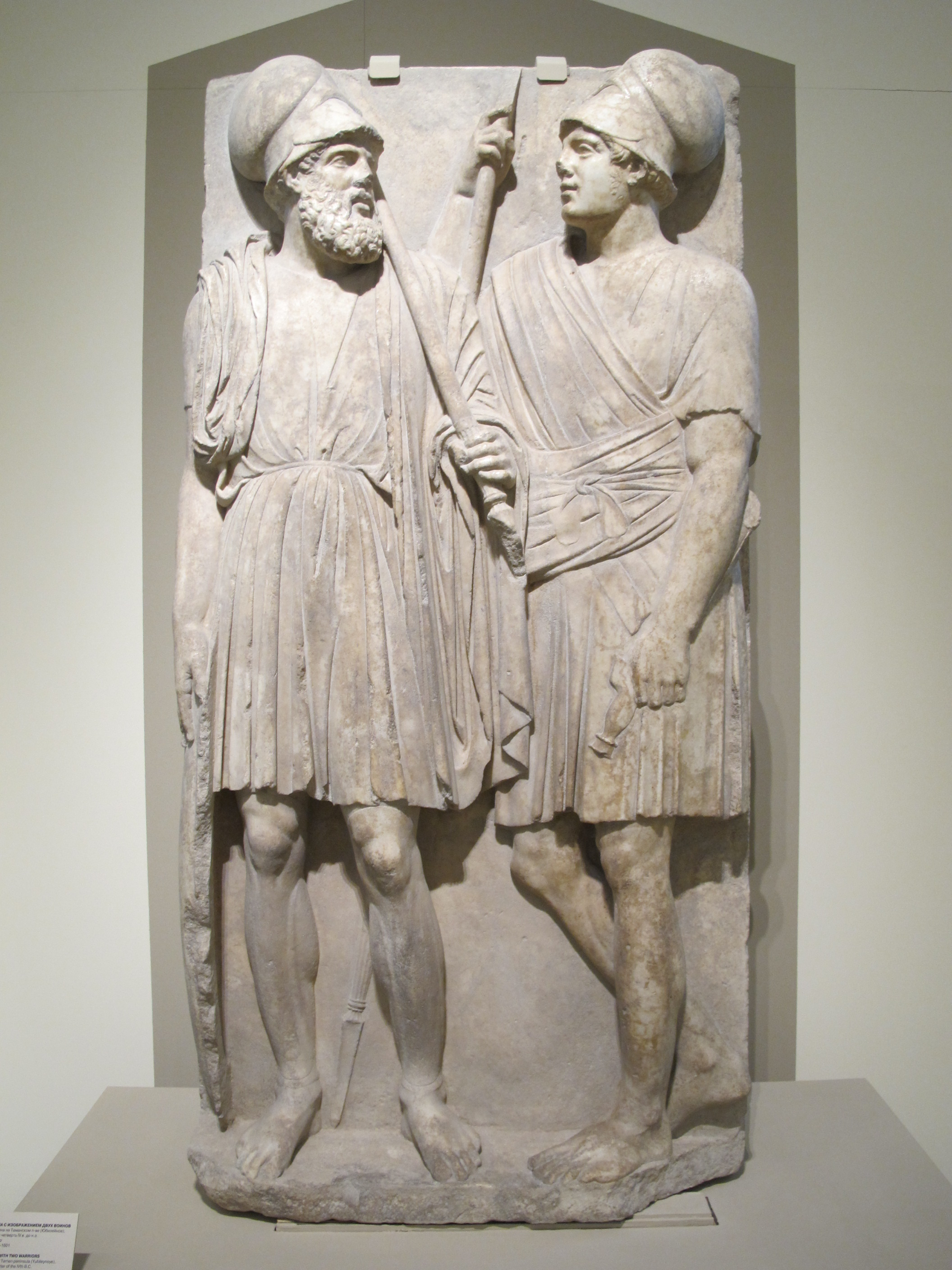
Надгробна стела з двома давньогрецькими вояками, знайдена неподалік Гермонаси,350 р. до н. е. Музей образотворчих мистецтв імені Пушкіна.

Помешкання з сирцевої цегли псувались, їх руйнували, вирівнювали земельну ділянку і наново будували нову споруду практично з використанням тої ж будівельної технології. Частка будівельних деталей мала імпортний характер. Серед них — пошкоджена іонічна капітель від колишньої колони, знайдена при розкопках.
Пересічна архітектура створювалась з очерету, вритого товстим шаром глини. Каркас робили з деревини, на котру кріпили площини з очерету. Житлові будинки і вулиці первісного поселення мали діагональну орієнтацію, що було пов'язано із рибним промислом та морською торгівлею. З десятиліттями більшу роль почало відігравати сільське господарство і залучення до господарства навколишніх земель за містом (так звана хора). Нові житлові споруди і вулиці з того часу отримали південно-північну орієнтацію.
Площа давньогрецької Гермонаси дорівнювала шістнадцяти (16) гектар. Близько 33 відсотків колишнього городища нині втрачено через руйнацію берегів і наступу моря, втрачений і прибережний культурний шар поселення. Археологи домовились проводити розкопки саме на краю узбережжя аби врятувати ці ділянки античного міста для науки до їх зникнення. Зайві ґрунти від розкопаних ділянок вимушено скидають з узвищщя у море, що не до вподоби екологам. Цього можна було б уникнути при створенні нової берегової лінії промислово-будівельним засобом, але грошей на це нема і це не справа археологів.
Гермонаса мала декілька жахливих подій у власній історії, серед них пожежі і руйнація міста під час землетрусу у першому столітті нашої ери. Епіцентр за припущеннями був десь у Криму, але хвиля докотилася і до Грермонаси. Археологи знайшли рештки багатої садиби, площа приміщень котрої досягали до 30 метрів (а двір майже 80 кв.м) і котра якраз і була поруйнована землетрусом. Приміщення були потиньковані і створені стінописи у так званому Першому помпейському стилі. Перший стиль давньоримських фресок ще не відрізнявся складністю, хоча були використані смуги різних кольорів і імітація кольорових сортів мармуру. Частку фресок першого стиля з Гермонаси вдалося врятувати і реконструювати її первісний вигляд.

## Доба занепаду
З середини третього століття нашої ери місто потерпало від атак племен готів. До них додалися атаки гунів. Войовничі гуни поруйнували низку давньогрецьких полісів-держав, котрі припинили власне існування.
Тим не менше Гермонаса не зникла, хоча господарська діяльність і торгівля почали зменшуватись і занепадати. Але на четверте століття прийшовся кінець для античності в цьому регіоні.
Про Гермонасу не забули і невдовзі поселення отримало протекторат від Візантійської імперії. Серед візантійських решток цього періоду — поліхромна візантійська кераміка з хрестами і завізні коринфські капітелі та рельєф із зображенням янгола.

## Місцеві культи
Про це розповіли епіграфічні написи. На Тамані був локальний культ богині Афродіти. Подібного культу в материковій Греції не було. За переказами змієногі велетні-гіганти докучали богині і та домовилась із героєм Гераклом про їх знищення. Богиня заманювала ворожо налаштованих гігантів у печеру, де на них чекав Геракл і убивав ворогів Афродіти.
У Гермонасі колись знайшли і рельєфи з зображенням велетнів-гігантів, як ілюстрація до цього місцевого міфу. На Тамані знайдено декілька вівтариків, присвячених Афродіті—Апатурі, серед них — постамент для колишньої скульптурки Афродіти з написом-посвятою богині.
Але досить мало решток, що свідчили би про культ богині Деметри.

## Торговельні зв'язки

Червонолакова таріль, острів Родос, знайдено у Гермонасі.

Про торговельні зв'язки свідчили клейма на ручках амфор, в котрих перевозили такий коштовний товар як оливкова олія та вино. Серед них — Сіноп, Фасос, Кнід тощо.
Про торговельні зв'язки свідчили також численні рештки кераміки — і грубуватої (місцевої і привезеної з Пантікапея), і привезеної з самої Аттики (рештки кілікса з молодою дівчинкою-художницею з пензлями в руці, глеки з зображенням Геракла тощо). Серед розкішних зразків кераміки — червонолаковий овальний таріль з ліпленим краєм та зображенням крилатого сфінкса на донці в прямокутній рамці. Подібні тарелі виготовляли на острові Родос.
Про давнину зв'язків з островом Родос свідчив і керамічний глек вишуканої форми з розписом у килимовому стилі. Він був знайдений при розкопках кургану Темір-Гора неподалік сучасної Керчі і датований 7 століттям до н. е. (Державний Ермітаж, Санкт-Петербург). Родоський глек, знайдений у скіфському похованні в кургані Темір-Гора, свідок найраніших торговельних зв'язків між греками і місцевими скіфами, тобто ще до заснування сталого поселення у Гермонасі.
Серед скарбів кераміки — ваза з двома півнями, привезена з Клазомен, котру датують серединою шостого століття до н. е., уламок чорнофігурного киликса з зображенням Діоніса та Аріадни (під час симпозіуму ?), кілікс із зображенням медузи Горгони, низка фінікійських поліхромних скляних флакончиків тощо.

## Проблема з театром
Решток театру у Гермонасі не знайдено. Але про театр у місті знали. Серед уламків скульптур знайдено голівку теракотової скульптури актора у ролі педанта або педагога.

## Період хижацьких розкопок у 19 ст.
Поселення мало не тільки городище, а й захоплювало у власну орбіту приміські землі (хору). Хора мала як садиби, так і власні некрополі і кургани. У одному кургані в кілометрі від Гермонаси було знайдено два кургани на так званій Лисій горі. Тут встигли попрацювати грабіжники. Коли до курганів прибули держслужбовці і археологи, одне поховання вже було спустошене. Єдине, що не могли вивезти грабіжники — важкий мармуровий саркофаг, пограбований і покинутий. Він мав вигляд античної споруди в двосхилим дахом і шліфованими боками. Єдиною оздобою саркофага була серединна смуга розеток по периметру фасадів саркофага, серединки котрих були визолочені. Пошкоджений у 1941—1945 рр. мармуровий саркофаг був вивезений до Москви і переданий на реставрацію у Державний історичний музей. Згодом саркофаг передали у експозицію історичного музею.

## Археологічний музей у Тамані

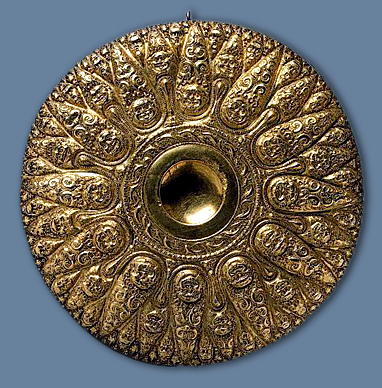
Золота прикраса, знайдена у Гермонасі, 4 ст. до .н. е. Ермітаж

Музей у Тамані існував з 1920-х років. У роки війни 1941—1945 музей був пограбований, а частка археологічних знахідок була вивезена до фашистської Німеччини, серед них була вивезена а ваза з Клазомен із зображенням двох півнів.
Нова споруда музею створена у повоєнний період. В ньому зосереджені всі археологічні знахідки, що стосуються як історії античної Гермонаси, так і місцевих народів від доби античності до кінця середньовіччя — скіфів, готів, гунів, візантійських греків тощо. До музею передали і частку речей з розкопаних курганів, але всі найбільш коштовні і художньо вартісні знахідки (античні ювелірні вироби, художньо вартісні надгробки і рельєфи, більша частина високохудожньої давньогрецької кераміки) передані до Державного Ермітажу чи до Музею образотворчих мистецтв імені Пушкіна.